# Lewis H. Brereton
Lewis Hyde Brereton (21 de juny de 1890 – 20 de juliol de 1967) va ser un pioner de l'aviació militar i un general de les Forces Aèries de l'Exèrcit dels Estats Units durant la Segona Guerra Mundial.

## Biografia
Brereton es graduà a l'Acadèmia Naval el 1911, i el 1913 va ser un dels primers graduats de l'Acadèmia del Cos de Senyals d'Aviació.

### I Guerra Mundial
A la I Guerra Mundial, Brereton comandà el 12è Esquadró de Reconeixement, una de les primeres unitats americanes al Front Occidental, ascendint fins a ser cap d'aviació del 1r Exèrcit. Després de l'armistici va ser nomenat Cap de l'Estat Major del Quarter General del Servei Aeri del Tercer Exèrcit.

### II Guerra Mundial

#### Teatre del Pacífic
A l'inici de la participació americana a la Segona Guerra Mundial, Brereton va ser el comandant de la Força Aèria de l'Orient Llunyà (FEAF) a les Filipines. Immediatament després de l'esclat de la guerra llançà atacs aeris contra les bases japoneses a Formosa. Però Brereton va quedar supeditat al General Douglas MacArthur i, després d'haver fracassat en la dispersió dels seus avions estacionats terra davant l'amenaça d'un atac, la FEAF va ser majorment destruïda a terra.
A inicis de 1942 Brereton va ser nomenat Adunt al Comandant de les Forces Aèries de l'ABDACOM durant la seva curta vida. Lent de reacció davant a la rapidesa dels successos, Brereton va ser rellevat en favor del General George Kennedy, que reconstruí les forces aèries aliades en una arma formidable per llançar contra els japonesos.

#### Orient Mitjà
Al juny de 1942, Brereton va ser nomenat comandant de les Forces Aèries de l'Exèrcit dels Estats Units a l'Orient Mitjà. Posteriorment, aquesta unitat esdevindria la 9a Força Aèria. Entre les missions portades a terme pels bombarders pesats de la 9a Força Aèria durant el comandament de Brereton apareix el bombardeig a baix nivell de la indústria petroliera a Ploieşti, Romania, (Operació Tidal Wave). Va ser Brereton qui va insistir que l'atac havia de ser portat a terme, tot i que la intel·ligència aliada estimava que potser serien abatuts un 50% dels avions participants en la missió. L'atac aeri contra Ploesti tingué lloc, resultant amb grans pèrdues pels esquadrons de B-24 americans.

#### Teatre Europeu
Amb el final de les operacions a l'Orient Mitjà i el traspàs de les unitats a la 12a Força Aèria i a la 15a Força Aèria per a les operacions a Itàlia, Brereton romangué al comandament de la 9a Força Aèria quan aquesta va ser dissolta i reactivada a Anglaterra a l'octubre de 1943, per esdevenir la força aèria tàctica per a les operacions terrestres al teatre europeu. Va ser promogut temporalment a Tinent General a l'abril de 1944.
El 2 d'agost de 1944, Brereton va ser nomenat comandant del 1r Exèrcit Aerotransportat Aliat, seguint en aquest càrrec fins al final de la guerra a Europa.

### Carrera de post-guerra
Entre el final de la guerra i el seu retir l'1 de setembre de 1948, Brereton va ser president del Comitè d'Enllaç Militar amb la Comissió Estatunidenca de l'Energia Atòmica.
Està enterrat al Cementiri Nacional d'Arlington.

## Condecoracions
- Creu del Servei Distingit
- Medalla del Servei Distingit a l'Exèrcit (2)
- Estrella de Plata
- Legió del Mèrit (2)
- Creu dels Vols Distingits
- Estrella de Bronze
- Cor Porpra
- Medalla de l'Aire
- Medalla de la Victòria a la I Guerra Mundial
- Medalla de la Campanya Americana
- Medalla de la Campanya Europea-Africana-Orient Mitjà
- Medalla de la Campanya Asiàtica-Pacífica
- Medalla de la Victòria a la II Guerra Mundial